# Тромболиза периферних артерија
Тромболиза периферних артерија је класична ендоваскуларна техника уклањања тромба  употребом тромболитичког средства за разбијање фибрина садржаног у тромбу, код акутне периферне артеријске болести (ПАБ) која је повезана са тешким морбидитетом и морталитетом широм света.  Акутна тромбоза која је идентификована као главна компликација ПАБ,  значајно утиче на квалитет живота милиона пацијената и захтева правилно лечење укључујући и отворене и ендоваскуларне технике. Тромболиза се појавила као разумна опција у последњим деценијама за лечење таквих пацијената, иако су подаци добијени рандомизованим студијама ограничени.

## Историјат интраваскуларне примена тромболитичких агенаса
Интраваскуларна примена тромболитичких агенаса започела је 1960-их са интравенским (ИВ) третманом плућне емболије. Тромболиза помоћу селективне инфузије катетером за васкуларну оклузију ушла је у употребу током 1970-их. Од тада, технике тромболизе су се разгранале у неколико праваца лечење  тромба и/или тромбозе у: 
- коронарним артеријама,
- периферним васкуларним и висцералним артеријама,
- дијализним трансплантацијама,
- венама и
- ИВ катетерима.

Бројни фармаколошки режими су коришћени за тромболизу (нпр  урокиназа, стрептокиназа, алтеплаза, ретеплаза, анистреплаза). Сваки агенс посредује у тромболизи претварањем плазминогена у плазмин, који затим разграђује фибрин и фибриноген до њихових фрагментарних нуспроизвода. Тромболитичка средства су коришћена сама или са антикоагулансима (нпр хепарин), антагонистима рецептора тромбоцита (нпр  абциксимаб) и инхибиторима плазминогена или тромбина (нпр  аргатробан).

## Опште информације о ПАБ
Периферна артеријска болест доњих екстремитета (ПАБ)  је манифестација системске атеросклеротичне болести, која погађа милионе пацијената и представља значајан здравствени терет на глобалном нивоу. Иако ПАБ може бити асимптоматска и субклиничка, повезан је са смањењем функционалног капацитета и квалитета живота. Када је симптоматска и, у свом најтежем облику, представља главни узрок ампутације екстремитета. Тромбоза је веома распрострањена код пацијената са скорим симптомима (< 6 месеци) и праћена је клаудикацијама или исхемијом екстремитета због оклудираних крвних судова доњих екстремитета.
Лечење ових тромботичних оклузија је изазовно, при чему је тромболиза све више једна од главних опција. Тромболиза укључује употребу тромболитичког средства за разбијање фибрина садржаног у тромбу. Као третман за акутне артеријске оклузије и оклузије графтаова метода се користи око 40 година.
Лечење  тромбозе је изазовно, јер употреба само антикоагуланата може бити недовољна за обнављање артеријске проходности и на тај начин довести до продужења акутних симптома и повећаног ризика од хроничних компликација, укључујући  инсуфицијенцију крвних судова и посттромботички синдром (ПТС).
У овим случајевима, раније и потпуније уклањање тромба може ублажити акутне симптоме и смањити дугорочне последице. За постизање ових циљева развијене су ендоваскуларне терапије које укључују употребу фармаколошких, механичких и комбинованих фармакомеханичких модалитета.
Најчешће коришћена од ових техника, катетером  усмерена  тромболиза (КУТ), укључује инфузију тромболитичког агенса кроз катетер са више бочних отвора постављен унутар тромбозираног крвног судада би се постигле високе локалне дозе и на тај начин разбио угрушак уз минимизирање системске изложености тромболитичком агенсу.
Резултати рандомизованих контролисаних студија су указали на смањене стопе посттромботичког синдрома и побољшане стопе  проходности крвног суда код пацијената лечених катетером  усмереном  тромболиза у поређењу са овим стопама код пацијената лечених антикоагулантима.

## Индикације за тромболизу
Најчешћа стања која могу изазвати артеријску опструкцију и спадају у индикације за тромболизу су :
- Акутна артеријска емболија.
- Акутна артеријска тромбоза 
  - Основна стеноза.
  - Анеуризма која се манифестује акутном тромбозом изливених судова.
- Акутна опструкција артеријске бајпаса.
- Траума (случајеви акутне артеријске тромбозе или дисекције; само када је ризик од крварења придружених повреда мали и виталност екстремитета угрожена).
- Дисекција.
- Тромболиза током ендоваскуларних процедура.
- Дијализни трансплантати са акутном тромбозом.
- Интраоперативна тромболиза.

Индикације за тромболизу укључују акутну исхемију Рутхерфорд класе I и IIа, као и класу IIб под околностима. Мора се подвући да тромболиза није индикована код Рутхерфордове исхемије III класе, што је индикација за примарну ампутацију. Коначно, тромболиза периферних артерија никада није индикована само код пацијената са интермитентном клаудикацијом.

## Контраиндикације за тромболизу
Контраиндикације за тромболизу се дела на апсолутне,  релативне и мање:

### Апсолутне контраиндикације
- Мождани удар или пролазни исхемијски напад у последња 2 месеца.
- Поремећаји коагулације (тромбопенија, вон Вилебрандова болест).
- Недавно гастроинтестинално крварење (<10 дана).
- Неурохируршки захват у последња 3 месеца.
- Краниоцеребрална повреда у последња 3 месеца.

### Релативне контраиндикације
- Кардиопулмонална реанимација у последњих 10 дана.
- Хируршки захват или траума у последњих 10 дана.
- Неконтролисана хипертензија.
- Високо калцификована артерија, некомпресивна.
- Интракранијални малигнитет.
- Недавна офталмолошка процедура.

### Мање контраиндикације
- Отказивање јетре у комбинацији са поремећајем коагулације.
- Бактеријски ендокардитис.
- Трудноћа.
- Дијабетичка хеморагична ретинопатија.

## Тромболитичка средства
Уобичајени тромболитици укључују:
- Aгенсе прве генерације — као што су стрептокиназа и урокиназа,

- Aгенсе друге генерације — као што су ткивни активатор плазминогена (тПА) и про-урокиназа,

- Aгенсе треће генерације — који укључујући ретеплазу, тенектеплазу и стафилокиназу.

Тромболитичка средства која се користе у лечењу болести периферних артерија укључују стрептокиназу и урокиназу, као и, тренутно, алтеплазу. Међутим, недавне смернице препоручују употребу рекомбинантног ткивног активатора плазминогена (ртПА) или урокиназе уместо употребе стрептокиназе. тПА се добија из васкуларног ендотела и вештачки се производи коришћењем ДНК технологије, као ртПА. Механизам деловања је директна активација плазминогена. Инфундирана интравенозно, алтеплаза остаје релативно неактивна у циркулацији. Међутим, када се повеже са фибриноидом тромба, он се активира, изазивајући трансформацију плазминогена у плазмин и накнадну деградацију фибриноида тромба. Његово полувреме је 4-7 минута, а препоручена доза је 0,05 мг/кг/х.
Према недавном систематском прегледу фибринолитичких агенаса за ПАБ, постоје неки докази који указују на то да је интраартеријски ртПА ефикаснији од интраартеријске стрептокиназе или интравенског ртПА у побољшању проходности крвних судова код пацијената са акутном артеријском оклузијом. Није било доказа да је ртПА био ефикаснији од урокиназе за пацијенте са оклузијом периферне артерије и неких доказа да почетна лиза може бити бржа са ртПА, у зависности од режима. Инциденца хеморагијских компликација није била статистички значајно већа код ртПА него код других режима. Међутим, сви налази потичу из малих студија, а општи недостатак резултата значи да није могуће извући јасне закључке.
У литератури се водила одређена дебата о врсти инфузије. Неколико студија је проценило ефикасност и безбедност различитих техника укључујући интраартеријску и интравенску примену. У недавном систематском прегледу  Kessel-а и сардника,  откривено је да су веће дозе и присилна инфузија постигле пролазност крвних судова за краће време у поређењу са нижим дозама, иако су прве биле повезане са већим ризиком од крварења и без повећања стопе пролазности или побољшања спасавања удова након 30 дана. На основу ових сазнања  чини се да је корист већа када се агенс унесе у тромб, чиме се смањује потребна доза лека и избегавају систематске компликације. Међутим, постоје неке новије кохортне студије које потврђујући ефикасност и безбедност убрзане катетерски усмерене тромболизе за акутну исхемију екстремитета.
Постоје подаци да су неки аутори комбиновали континуирану инфузију тромболитичког агенса са применом помоћних агенаса као што су инхибитори гликопротеина IIb/IIIa, и тиме добили обећавајуће резултате, иако они и даље остају неубедљиви.